# انقباض عروق
انقباض عروق به تنگ یا باریک شدن عروق خونی ناشی از انقباض دیواره عضلانی عروق به ویژه در سرخرگ‌ها و سرخرگچه‌ها اشاره دارد. این فرایند حالت عکس اتساع عروق است که به گشاد شدن عروق منجر می‌شود. این روند به ویژه در بندایش خونریزی و از دست دادن شدید خون اهمیت دارد. هنگامی که عروق خونی منقبض می‌شوند، جریان خون محدود شده یا کاهش پیدا می‌یابد، بنابراین گرمای بدن حفظ شده و مقاومت عروق افزایش پیدا می‌کند. این روند باعث می‌شوند خون کمتری به سطح برسد که در نتیجه آن تابش حرارتی کمتر شده و رنگ پوست تیره می‌گردد. در یک سطح جامع‌تر، انقباض عروق یک مکانیسم است که بدن توسط آن به حفظ و تنظیم فشار متوسط شریانی می‌پردازد.